# Bohosiewicz
Bohosiewicz – polskie nazwisko pochodzenia ormiańskiego. W Polsce nosi je ok. 70 osób. Wywodzi się ono od ormiańskiego imienia Poghos (Paweł). Jego odpowiednikiem w Armenii jest nazwisko Poghosyan.
Osoby noszące to nazwisko:
- Jakub Bohosiewicz (ur. 1978) – polski aktor filmowy i teatralny
- Janusz Bohosiewicz (ur. 1 stycznia 1945 w Dynowie) – profesor medycyny, polski chirurg dziecięcy
- Maja Bohosiewicz (ur. 20 listopada 1990 w Żorach) − polska aktorka filmowa i teatralna
- Michał Bohosiewicz (1914–1998) – polski toksykolog weterynaryjny
- Sonia Bohosiewicz (ur. 9 grudnia 1975 w Cieszynie) – polska aktorka, artystka kabaretowa i wokalistka
- Teodor Bohosiewicz (1867–1948) – polski stomatolog, profesor medycyny
- Władysław Bohosiewicz (ur. 1905 w Czortkowie) – polski inżynier elektryk.
- Zachariasz Bohosiewicz (1852–1911) – poseł do parlamentu wiedeńskiego do 1906 r.[2]